# تشاه تشاورز
تشاه تشاورز (بالفارسية: چاه چاورز) هي قریة تقع في ناحية تشاهورز جنوب مقاطعة لامرد في جنوب غرب إيران. يبلغ عدد سكان القرية، حسب تعداد عام 2006، 171 نسمة.